# Sengare
Sengare is een bestuurslaag in het regentschap Pekalongan van de provincie Midden-Java, Indonesië. Sengare telt 3909 inwoners (volkstelling 2010).